# Microdon violens
Microdon violens är en tvåvingeart som beskrevs av Townsend 1895. Microdon violens ingår i släktet myrblomflugor, och familjen blomflugor.
Artens utbredningsområde är Jamaica. Inga underarter finns listade i Catalogue of Life.